# Phạm Sơn Hà
Phạm Sơn Hà (sinh 1955) là đại biểu Quốc hội Việt Nam khóa 12, thuộc đoàn đại biểu Hậu Giang.